# Ugolino di Nerio
Ugolino di Nerio (1280? – 1349) foi um pintor italiano da cidade de Siena entre os anos de 1317 e 1327. Era um seguidor de Duccio di Buoninsegna. Trabalhou também em Florença.
Nerio nasceu em cerca de 1280 em uma família de pintores de Siena. Seu pai e seus irmãos eram pintores. Suas primeiras obras estão hoje no Palácio Pitti em Florença. De acordo com Vasari, trabalhou no altar da Basílica de Santa Cruz, em Florença. Esse altar foi dividido em várias partes que se encontram em diversos museus do mundo, entre eles a Galeria Nacional de Londres.
Outras de suas obras estão no Museu de Arte de Cleveland e no Louvre.